# Положинцев, Григорий Алексеевич
Григорий Алексеевич Положинцев — советский военно-морской деятель, инженерный работник, старший преподаватель СККС ВМС РККА, инженер-капитан 1-го ранга (1940).

## Биография
3 мая 1914 окончил Морской кадетский корпус с производством в корабельные гардемарины. 8 сентября 1915 года награждён орденом Св. Станислава III степени. 6 декабря 1916 года произведен в чин лейтенанта. В 1917 году служил в должности вахтенного начальника и старшего минного офицера крейсера «Олег».
Участвовал в Гражданской войне в составе Балтийского флота с ноября 1918 по июнь 1919. Старший преподаватель СККС РККФ в 1939. В годы Великой Отечественной войны являлся заместителем начальника курсов по учебной и строевой части Специальных курсов офицерского состава ВМФ СССР.

### Звания
- Мичман (16 июля 1914);
- Военинженер 1-го ранга;[2]
- Инженер-флагман 3-го ранга (13 июня 1939);[3][4]
- Инженер-капитан 1-го ранга (8 июня 1940)[5].

### Награды
- Орден Ленина (1945);
- Орден Красного Знамени (1944);
- Орден Красной Звезды;
- Юбилейная медаль «XX лет Рабоче-Крестьянской Красной Армии» (1938);
- Медаль «За победу над Германией в Великой Отечественной войне 1941—1945 гг.» (1945).

## Публикации
- Судовая радиотехника : Учеб. пособие для техникумов : Утв. НКВТ / Г. А. Положинцев, военинж. 1-го ранга. - 2-е изд., испр. - Ленинград ; Москва : Вод. транспорт, 1939 (Ленинград). - 516 с. : ил., черт.; 22 см.
- Судовая электро-радиотехника / Г. А. Положинцев, воен. инж. 1-го ранга. - Ленинград : Военмориздат, 1938. - 407 с. : ил.; 23 см.
- Электро-радиотехника / Г. А. Положинцев, инж.-капитан 1 ранга. - 2-е, перер. изд. - Москва ; Ленинград : Военмориздат, 1940 (Ленинград). - 408 с. : ил., черт.; 22 см.